# Tamás Szántó
Tamás Szántó (Sopron, 18 febbraio 1996) è un ex calciatore ungherese, di ruolo centrocampista.

## Statistiche

### Presenze e reti nei club
Statistiche aggiornate al 3 gennaio 2018.
| Stagione            | Squadra             | Campionato          | Campionato | Campionato | Coppe nazionali | Coppe nazionali | Coppe nazionali | Coppe continentali | Coppe continentali | Coppe continentali | Altre coppe | Altre coppe | Altre coppe | Totale | Totale | Totale |
| Stagione            | Squadra             | Comp                | Pres       | Reti       | Comp            | Pres            | Reti            | Comp               | Pres               | Reti               | Comp        | Pres        | Reti        | Pres   | Reti   |        |
| ------------------- | ------------------- | ------------------- | ---------- | ---------- | --------------- | --------------- | --------------- | ------------------ | ------------------ | ------------------ | ----------- | ----------- | ----------- | ------ | ------ | ------ |
| 2016-2017           | Rapid Vienna        | BL                  | 29         | 5          | CA              | 5               | 0               | UEL                | 4                  | 0                  | -           | -           | -           | 38     | 5      |        |
| 2017-2018           | Rapid Vienna        | BL                  | 1          | 0          | CA              | 1               | 0               | -                  | -                  | -                  | -           | -           | -           | 2      | 0      |        |
| Totale Rapid Vienna | Totale Rapid Vienna | Totale Rapid Vienna | 30         | 5          |                 | 6               | 0               |                    | 4                  | 0                  |             | -           | -           | 40     | 5      |        |
| Totale carriera     | Totale carriera     | Totale carriera     | 30         | 5          |                 | 6               | 0               |                    | 4                  | 0                  |             | -           | -           | 40     | 5      |        |